# Docimodus johnstoni
Docimodus johnstoni es una especie de peces de la familia Cichlidae en el orden de los Perciformes.

## Morfología
Los machos pueden llegar alcanzar los 25 cm de longitud total.

## Hábitat
Es una especie de clima tropical.

## Distribución geográfica
Se encuentran en África: lago Malawi, río Shire.